# Felix Kadlinský
Felix Kadlinský (* 1613 in Horšovský Týn; † 1675 in Uherské Hradiště) war ein böhmischer Jesuit, Schriftsteller und Übersetzer in die tschechische Sprache.

## Biographie
Im Jahre 1635 wurde Felix Kadlinsky Angehöriger des Ordens der Jesuiten und Lehrer der Humaniora am Jesuitenkolleg in Jitschin in Ostböhmen, nach 1639 war er elf Jahre Rektor des Kollegs in Ungarisch-Hradischt in Mähren. Von ihm stammen Übersetzungen und Paraphrasen geistlicher Werke, besonders von Friedrich Spee, die eine idyllische, friedvolle Welt verherrlichten, vermutlich eine Reaktion auf die Grausamkeiten während des von ihm erlebten Dreißigjährigen Krieges.

## Publikationen

### Übersetzungen in Prosa (Auswahl)
- Trutznachtigal (Zdoroslavíček v kratochvilném hájíčku postavený) – Paraphrasen der Liedersammlung Trutznachtigall des deutschen Jesuiten Friedrich Spee, sein bedeutendstes Werk. Es hat religiöse und naturverherrlichende Lieder zum Inhalt.
- Spiegel der leidenden Mutter Gottes der Jungfrau Maria (Zrcadlo bolestné Matky Boží Panny Marie) – In diesem Werk gedenkt er der Gottesmutter Maria.
- Leben und Ruhm des Hl. Wenzel (Život a sláva svatého Václava).
- Das Leben der Heiligen Ludmila (Život svaté Ludmily), wird ihm zugeschrieben.
- Geistige Schatztruhe (Pokladnice duchovní) – Meditation und Betrachtungen zum Durchhalten des Lebens.
- Zahlreiche Kirchentexte, unter anderem aus Werken von Friedrich von Spee.
- Glaube, Hoffnung, Liebe, 1662, nach Friedrich von Spee.

### In deutscher Sprache erschienen
Lieder auf CD Zdoro - Slavicek / The Nachtingale-in-despite